# 麥兆輝
麥兆輝（英語：Alan Mak Siu-Fai，1965年1月1日—），香港電影導演及編劇，亦間中客串擔任演員，曾與導演劉偉強、編劇莊文強共同製作《無間道系列》。

## 背景
麥兆輝早年在香港島堅尼地城已婚警察宿舍長大，家中有兩名胞兄和一名胞弟。而父親是一名警察。麥兆輝曾在聖嘉祿學校就學。因於升中試中考獲X1，即最高等第的優異成績而入讀香港鄧鏡波書院。但他讀至中二時因受同學慫恿、承認帶領同學與其他鄰校學生打架而被校方踢出校。於是到威靈頓英文中學（必列者士街分校）就學。他在中四年級時又因打架和逃學問題而再被踢出校。結果到地利亞修女紀念學校（太古城）重讀一年中四，並於該校完成中五理科課程。麥兆輝的香港中學會考成績一般，五科成績及格；其中數學科取得C級成績。及後，他於灣仔一所私立中學完成預科課程。畢業後，麥兆輝於一間位於中環的建築材料公司當了一年多銷售員。他後來於中環娛樂戲院看了一齣電影《卡門》而被戲劇演出的張力吸引，開始對演藝產生興趣。麥兆輝於1985年報考香港演藝學院，很快便通過了兩輪考試。但他沒有應付第三次面試，因為他還未弄清自己對演藝的心意如何和認為尚有升職機會。不久在同一間建築材料公司再任職一年多時間後便再次報考香港演藝學院。最後於1986年獲鍾景輝取錄。
麥兆輝於1990年取得香港演藝學院戲劇學院表演系深造文憑。其同屆同學有梁榮忠、劉玉翠、魏駿傑、魏惠文、譚偉權、甄詠蓓、劉雅麗、古明華等藝人。雖然在求學時期即是舞臺劇表演科班，但畢業後未能找到工作。在因緣際會下，透過學校舞臺劇導演的介紹而得到了副導演的工作機會，也因此熟悉了電影所有細瑣的工作環節。他當時加入嘉禾電影公司，於公司的編導組工作。直至1994年獲導演向立行邀請當擔任其電影的副導演，遠赴泰國曼谷拍攝《愛情色香味》的外景。而他先前已獲對方邀請擔任其電影拍攝工作室助手。1995年，麥兆輝當時是導演陳木勝的副導演，當上導演前又曾當過杜琪峯的副導演。而莊文強還在電視臺上班。監製陳可辛委托莊文強為電影《歡樂時光》剪片花，並讓他去找麥兆輝拿素材，於是麥兆輝便與其後的搭檔莊文強認識。但之後兩人便沒有再聯絡。自1995年到2000年，兩人也各奔前程，麥兆輝繼續做副導，並且於1996年起獨立執導了幾部電影如《追凶20年》、《週末狂人》、《愛與誠》。此前他一共當了6年副導演。其第一部執導的作品是於1996年開始拍攝的電影《追凶20年》。而莊文強則從電視臺辭職，前往電影公司專職寫劇本。
直到2000年，陳木勝導演請莊文強為其寫劇本，促成了電影《願望樹》之中麥兆輝與莊文強的真正合作。2002年，參與編劇、執導的《無間道》獲得巨大成功，成為當時香港青壯派的代表性導演之一。2005年，麥兆輝與莊文強共同執導電影《情義我心知》，開啟與莊文強（人稱「麥莊」）共同編劇、執導的電影生涯。
2009至2013年，麥莊二人合作執導《竊聽風雲》系列，一共開拍三套電影。為本港近年少有，成功開拍續集的創作之一。

## 導演作品
【註：與莊文強共同執導用粗體字顯示】
- 《追兇20年》（1998）(香港票房:HK$3,918,985)
- 《周末狂熱Rave Fever》（1999）(香港票房:HK$1,824,257)
- 《愛與誠》（2000）(香港票房:HK$2,269,820)
- 《別戀》（2001）(香港票房:HK$887,910)
- 《願望樹》（2001）(香港票房:HK$762,060)
- 《無間道》（2002）(香港票房:HK$55,057,176)
- 《無間道Ⅱ》（2003）(香港票房:HK$24,919,376)
- 《無間道Ⅲ：終極無間》（2003）(香港票房:HK$$30,225,661)
- 《頭文字D》（2005）(香港票房:HK$37,862,364)
- 《情義我心知》（2005）(香港票房:HK$9,417,992)
- 《傷城》（2006）(香港票房:HK$20,062,814)
- 《大搜查之女》（2008）(香港票房:HK$7,430,957)
- 《竊聽風雲》（2009）(香港票房:HK$15,452,595)
- 《關雲長》（2011）(香港票房:HK$8,059,285)
- 《竊聽風雲2》（2011）(香港票房:HK$24,010,055)
- 《聽風者》（2012）(香港票房:HK$4,289,057)
- 《竊聽風雲3》（2013）(香港票房:HK$23,905,854)
- 《非凡任務》（2017）（與潘耀明共同導演）(香港票房:HK$16,701)
- 《廉政風雲 煙幕》（2019）(香港票房:HK$31,505,934)
- 《檢察風雲》（2023）
- 《內幕》（2023）

## 編劇作品
【註：與莊文強共同編劇用粗體字顯示】
- 《愛與誠》（2000）
- 《無間道》（2002）
- 《無間道Ⅱ》（2003）
- 《無間道Ⅲ：終極無間》（2003）
- 《頭文字D》（2005）
- 《情義我心知》（2005）
- 《傷城》（2006）
- 《大搜查之女》（2008）
- 《竊聽風雲》（2009）
- 《竊聽風雲2》（2011）
- 《聽風者》（2012）
- 《竊聽風雲3》（2013）
- 《檢察風雲》（2020）

## 獎項與提名
- 2003年，獲第22屆香港電影金像獎最佳導演、編劇：《無間道》
- 2003年，獲第40屆金馬獎最佳導演：《無間道》
- 2003年，第40屆金馬獎最佳原創劇本提名：《無間道》
- 2007年，獲香港特區十週年電影選舉最佳編劇：《無間道》
- 2010年，獲第5屆香港電影導演會年度大獎 年度杰出导演《竊聽風雲》
- 2010年，第29屆香港電影金像獎最佳導演、最佳編劇提名：《竊聽風雲》
- 2012年，第31屆香港電影金像獎最佳導演、最佳編劇提名：《竊聽風雲2》

## 電影演出
- 1994年：愛情色香味
- 1995年：流氓醫生
- 1996年：衝鋒隊怒火街頭
- 2001年：同居蜜友
- 2001年：恐怖熱線之大頭怪嬰
- 2002年：新紮師妹 飾 心理醫生
- 2007年：戲王之王 飾 麥導演
- 2009年：竊聽風雲
- 2015年：衝鋒車
- 2015年：我是路人甲

## 外部連結
- 麥兆輝的新浪微博
- 麥兆輝在互联网电影资料库（IMDb）上的資料（英文）（英文）
- 在AllMovie上麥兆輝的頁面（英文）
- 麥兆輝在香港影庫上的簡介
- 麥兆輝在豆瓣上的资料（简体中文）
- 麥兆輝在时光网上的簡介（简体中文）